# La Torre de les Maçanes
La Torre de les Maçanes, en valencien, ou Torremanzanas, en castillan (dénomination officielle bilingue depuis le 18 novembre 1993,) est une commune d'Espagne de la province d'Alicante dans la Communauté valencienne. Elle est située dans la comarque de l'Alacantí, à 42 km au nord-nord-est d’Alicante. Elle se trouve dans la zone à prédominance linguistique valencienne.

## Histoire
La sépulture néolithique de la Cova de la Barcella a été fouillée par le père Belda en 1928-1929.
Le hameau arabo-musulman à l'origine de la localité s'appelait Iri. Une tour de défense entourée d'une muraille crénelée y fut érigée à la charnière des XIIe et XIIIe siècles.
Cette construction, toujours en place, était selon toute vraisemblance surmontée d'un yamur, couronnement formé de diverses boules, de diamètres décroissants, enfilées sur une tige verticale. Ces sphères étant devenues des pommes dans le langage des gens de la Reconquista, le village reçut le nom de tour aux pommes qui lui est resté : Torre de Maçanes (1246), Torre de les Maçanes (1275), Torre de les Mançanes (1651), Torre de las Manzanas (1707), Torremanzanas (1797), La Torre de les Maçanes / Torremanzanas (1993).

## Géographie

Localisation de La Torre de les Maçanes
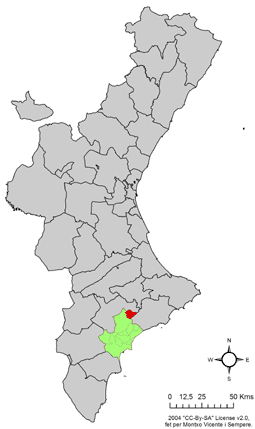
dans la Communauté valencienne.
dans la comarque de l'Alacantí.

Le territoire communal occupe une étroite vallée creusée par le río (de) Torremanzanas, un affluent du Monnegre (es). Il est délimité au nord par Alcoi, au nord-est par Benifallim et Penàguila, à l'est par Relleu et au sud-ouest par Xixona.

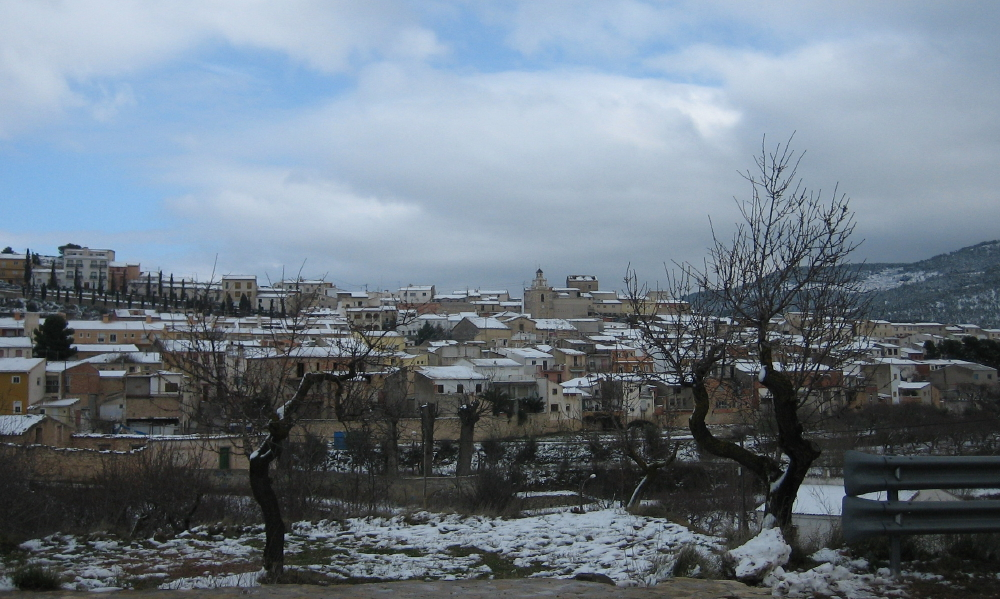
Vue sous la neige en 2006.
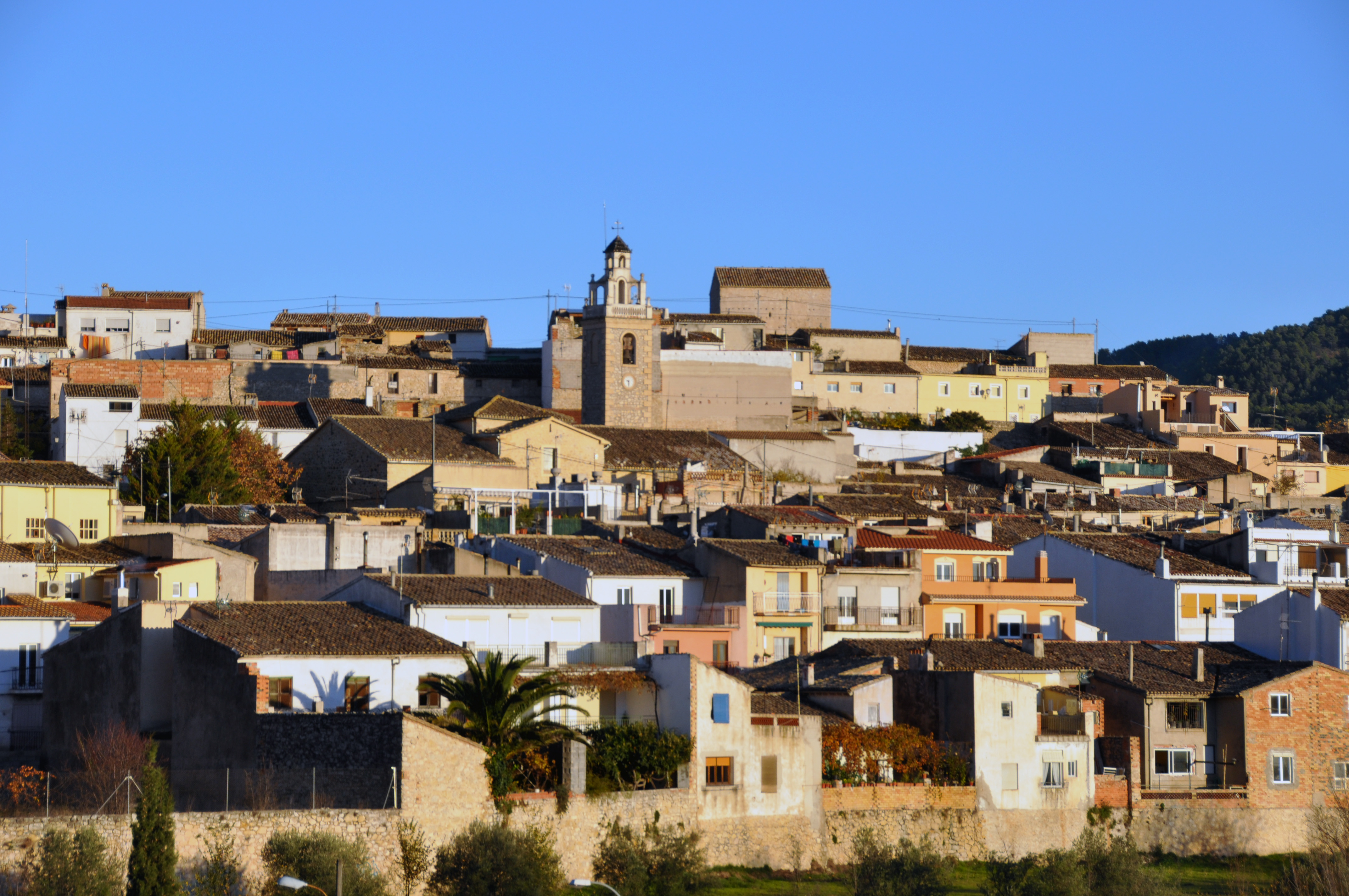
Vue prise vers l’Est.
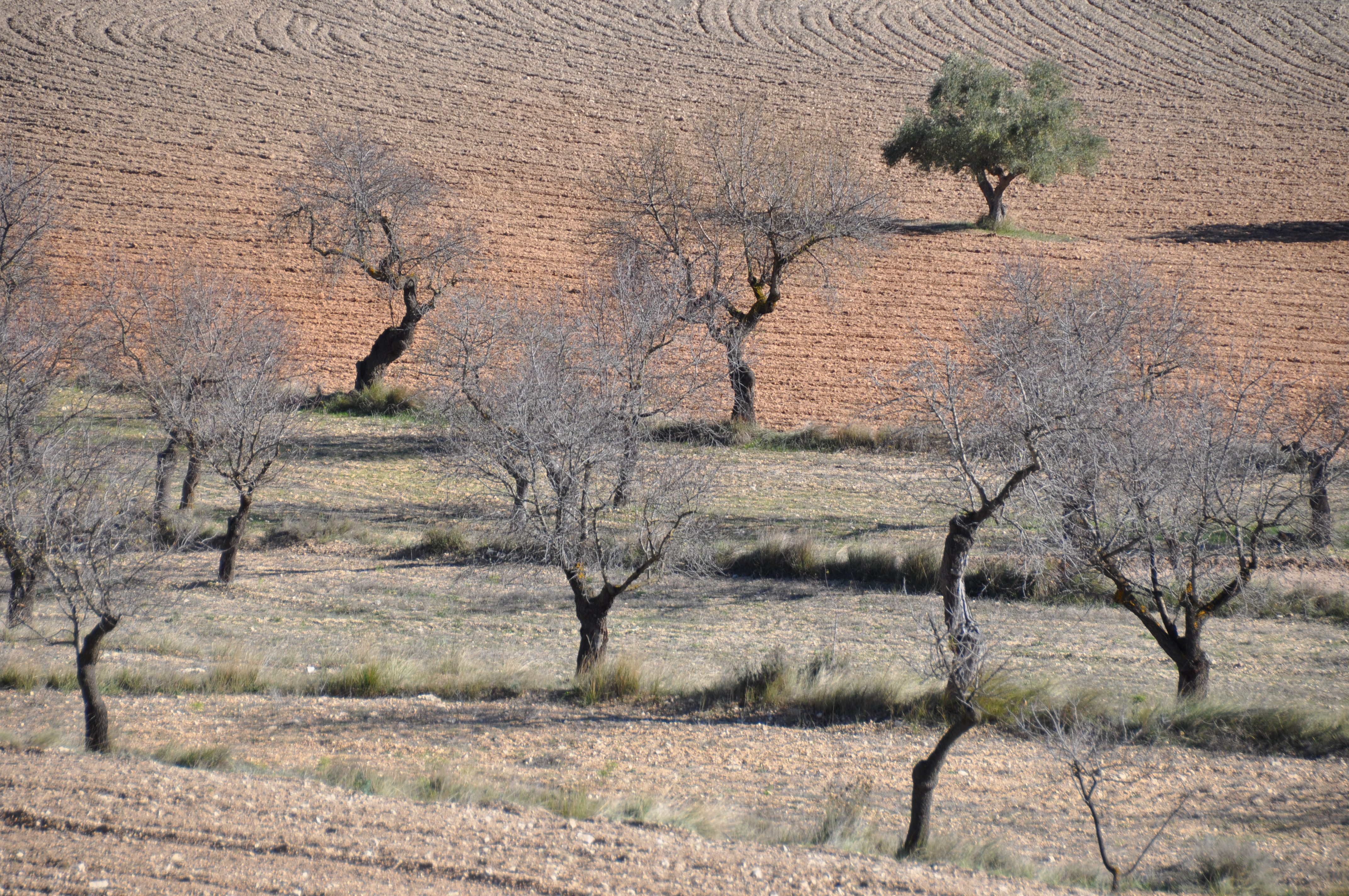
Culture d’amandiers.

## Démographie
| Population | 1.541 | 1.666 | 1.644 | 1.578 | 1.519 | 1.239 | 1.212 | 1.230 | 1.072 | 890 | 782 | 702 | 703 | 733 | 802 |

## Fêtes locales
- Semaine du 9 mai : fête de saint Grégoire d'Ostie (el pá beneit de sant Gregorio). Les femmes du villages, revêtues du costume traditionnel, dit du « pain bénit » (bolcá del pá beneit) conduisent à l'église de grands pains (6–8 kg) qu'elles portent sur la tête pour les faire bénir avec l'eau patronale avant qu'ils ne soient distribués aux fidèles.

- 16 juillet : fête des femmes mariées (fiesta de las casadas a santa Ana). Celles qui ont été choisies participent à la procession, revêtues du costume traditionnel et d'un mouchoir noir ; offrande de fleurs et messe.

- 15 août : fête des célibataires, ou de la baignade (fiesta de los solteros, o de la banyada). Gigantesque bataille d'eau.

- Première semaine de septembre : fête des enfants (fiesta de los niños al Ángel de la Guarda).

- 8-9 décembre : fête de l'Immaculée Conception. Cortège de jeunes filles célibataires assistant aux cérémonies religieuses revêtues d'une mantille.